# Hal Varian

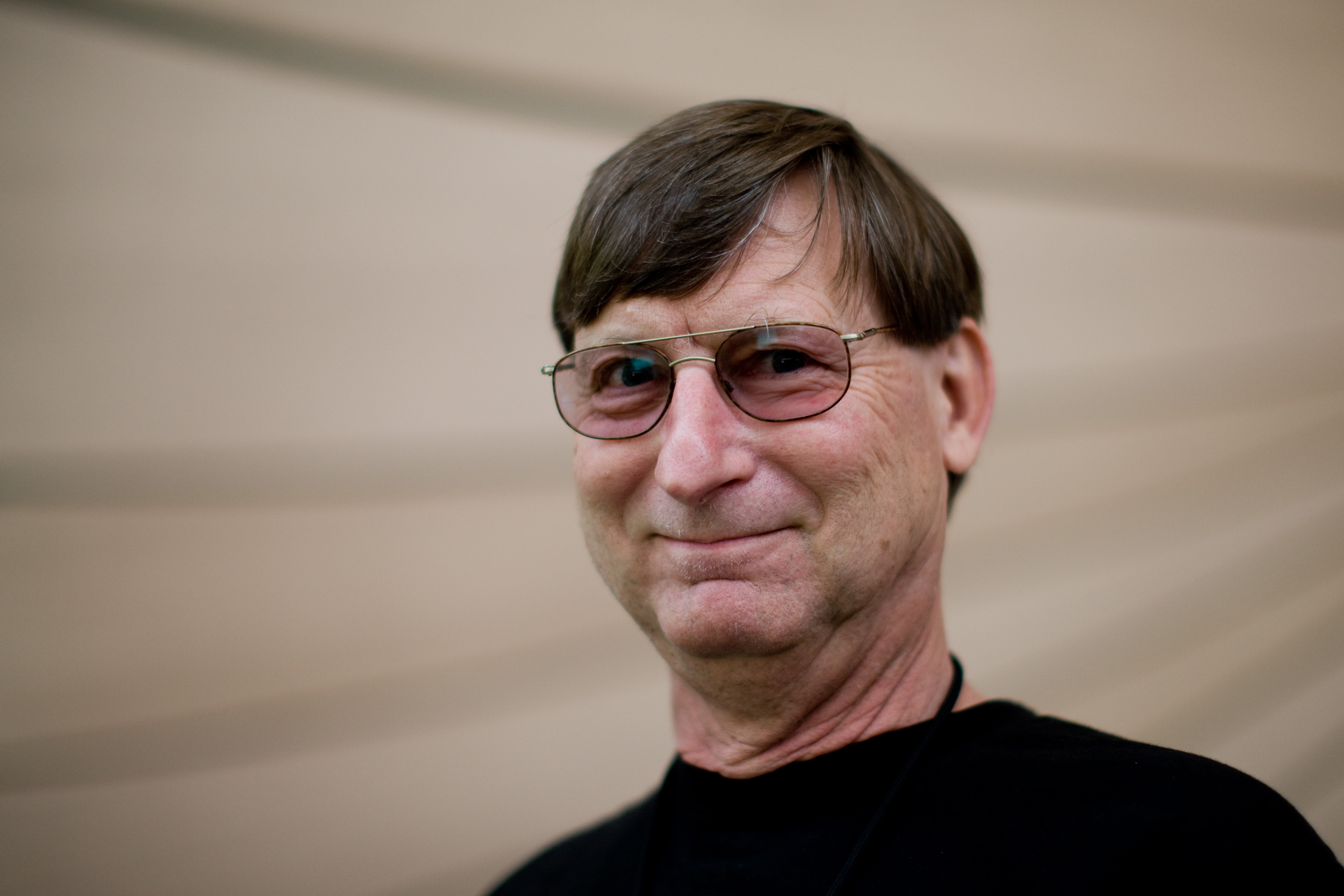
Hal Varian

Hal Ronald Varian (* 18. März 1947 in Wooster, Ohio) ist ein US-amerikanischer Wirtschaftswissenschaftler. Varian ist seit Juli 2007 als Chefökonom für die Google Inc. tätig.

## Leben und Wirken
Nach dem Abschluss als Bachelor of Science am MIT 1969 erhielt Varian 1973 an der University of California, Berkeley einen Masterabschluss in Mathematik sowie einen Ph. D. im Fach Volkswirtschaftslehre. Von 2000 bis 2007 verfasste er eine monatliche Kolumne für die New York Times.
Varian war Professor an der School of Information Management and Systems sowie an der Haas School of Business und der volkswirtschaftlichen Fakultät der University of California, Berkeley. Weitere Lehraufträge nahm er u. a. an der University of Michigan, dem Massachusetts Institute of Technology (MIT) und der Stanford University wahr. Für seine Forschungs- und Publikationstätigkeit erhielt er die Ehrendoktorwürden des Karlsruher Instituts für Technologie und der Universität Oulu in Finnland. Seit 2007 ist er Chefökonom von Google Inc.
Ein Schwerpunkt der Arbeit Varians ist die Informationsökonomie, die er insbesondere im Zusammenhang mit Neuen Medien untersucht. In seiner frühen Karriere befasste er sich auch intensiv mit Wohlfahrtsökonomik und Gerechtigkeitstheorien.
Varian ist Autor von zwei Lehrbüchern, die häufig in der volkswirtschaftlichen Lehre verwendet werden (Intermediate Microeconomics und Microeconomic Analysis). In diesen Lehrmaterialien kommt die institutionell-juristische Einbettung und Gestaltbarkeit von Marktprozessen nur in Form der Verneinung ihrer Notwendigkeit vor. 
Sowohl Staat wie Gewerkschaften werden bei Versuchen, "von außen" Marktkräfte zu beeinflussen, Ineffektivität, Ressourcenverschwendung und fragwürdige Absichten bescheinigt. Ökologische und sozialpolitische Themen spielten keine Rolle, öffentliche Güter werden nur am Rande behandelt.
1995 wurde er in die American Academy of Arts and Sciences gewählt.
Varian ist verheiratet und hat ein Kind.

## Werk
- Paul F. Wendt, Hal Varian: A note on Hoyt's `Importance of real estate in basic employment'. In: Land Economics. Band 46, Nr. 3. University of Wisconsin Press, 1970, ISSN 0023-7639, S. 350–354, doi:10.2307/3145395 (erste Wissenschaftliche Veröffentlichung).
- Hal Varian: Microeconomic Analysis. 3. Auflage. W. W. Norton & Company, New York 1992, ISBN 0-393-96026-9.
- Carl Shapiro, Hal Varian: Information Rules. Harvard Business Review Press, 1999, ISBN 978-0-87584-863-1.
- Hal Varian: Grundzüge der Mikroökonomik. 9., aktualisierte und erweiterte Auflage. Oldenbourg Wissenschaftsverlag, München 2016, ISBN 978-3-11-044093-5 (amerikanisches Englisch: Intermediate Microeconomics.).